# カールハインツ・フェルスター
カールハインツ・フェルスター（Karlheinz Helmut Förster 、1958年7月25日 -）は、ドイツ出身の元サッカー選手、サッカー指導者。ポジションはDF。実兄のベルント・フェルスターも元サッカー選手。

## 経歴
1977年にVfBシュトゥットガルトで選手キャリアをスタートさせると、直ぐに頭角を現しレギュラーの座を獲得。1982年にはドイツ年間最優秀選手賞を受賞するなど、ドイツを代表するDFへと成長した。そして1983-84シーズンのブンデスリーガ初制覇に貢献、1986年までにリーグ通算272試合に出場し17得点を記録した 。
1986-87シーズンからはフランスのオリンピック・マルセイユへ移籍、DF陣のリーダーとしてチームに貢献、サポーターたちの記憶に残る存在となった 。マルセイユ時代には1989-90シーズンのUEFAチャンピオンズカップベスト4、2度のリーグ制覇（1989、1990年）に貢献、1988-99シーズン、第24節のASサンテティエンヌ戦で現役ラストゴールを決めた。1989-90シーズンのリーグ優勝を花道に現役を引退した。
ストッパーとしては小柄ながら、全盛期には世界最高峰のストッパーの一人として評価された。
西ドイツ代表としては1978年から1986年の間に81試合出場2得点を記録した。選手として1980年のUEFA欧州選手権1980優勝1982年のFIFAワールドカップ・スペイン大会準優勝、1986年のFIFAワールドカップ・メキシコ大会準優勝に貢献した。
現役引退後は古巣のVfBシュトゥットガルトのマネージャーとして活躍。2005年からはTSG1899 ホッフェンハイムの選手アドバイザーを務めている。

## 個人タイトル
- ドイツ年間最優秀選手賞　1回（1982年）